# Placa de les Mariannes

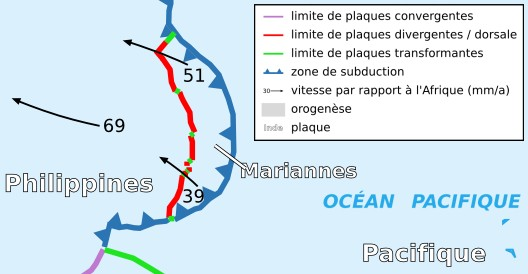
Mapa de la Placa de les Mariannes i les plaques veïnes (en francès)

La placa de les Mariannes és una microplaca tectònica de la litosfera de la Terra. La seva superfície és de 0,01037 estereoradiants. Normalment està associada amb la placa filipina.
Es troba a l'oceà Pacífic occidental de la qual n'ocupa una petita part, la Mar de les Filipines i les illes Mariannes. La placa de les Mariannes pren el seu nom de l'arxipèlag de les Mariannes.
La placa de les Mariannes està en contacte amb les plaques de les Filipines i pacífica. En els seus límits amb altres plaques destaca la Fossa de les Mariannes a la costa est de les Illes de les Mariannes i la Fossa de Iap a la costa sud.
El desplaçament de la placa de les Mariannes es produeix a una velocitat d'1,278° per milió d'anys en un pol d'Euler situat a 43°78' de latitud nord i 149º21' de longitud est (referència: placa del Pacífic).
El terratrèmol de les Illes Mariannes del 31 d'octubre de 2007 va ser un sisme profund. Va tenir una magnitud de 7,2 (escala de Richter) i va passar a 21,980° latitud nord i 142,685° longitud est a una profunditat de 261 km.